# Don't Let Go (2019)
Don't Let Go (bra: Correndo contra o Tempo; prt: Don't Let Go) é um filme de drama estadunidense de 2019 dirigido por Jacob Aaron Estes.

## Sinopse
A família de um policial é assassinada e ele recebe uma ligação de uma das vítimas, sua sobrinha.

## Elenco
- David Oyelowo como Jack Radcliff
- Storm Reid como Ashley Radcliff
- Mykelti Williamson como Bobby Owens
- Alfred Molina como Howard Keleshian
- Brian Tyree Henry como Garret Radcliff
- Shinelle Azoroh como Susan Radcliff
- Byron Mann como Sargento Roger Martin
- April Grace como Sargento Julia Rodriguez
- Ray Barnes como Reverendo Ray

## Recepção
O filme recebeu uma recepção média dos críticos. Obteve uma pontuação média de 49% no Metacritic.